# Azulejo
Azulejo (portugalská výslovnost: azuleižu) je obvykle čtvercová, jednostranně glazovaná keramická kachlička s barevnou výzdobou (nejčastěji jednobarevnou). Z většího počtu azulejo (množné číslo: azulejos) se skládají nástěnné obrazy (někdy jsou azulejos i na stropě, nebo na podlaze). Slovo azulejo je arabského původu (al zulayj).

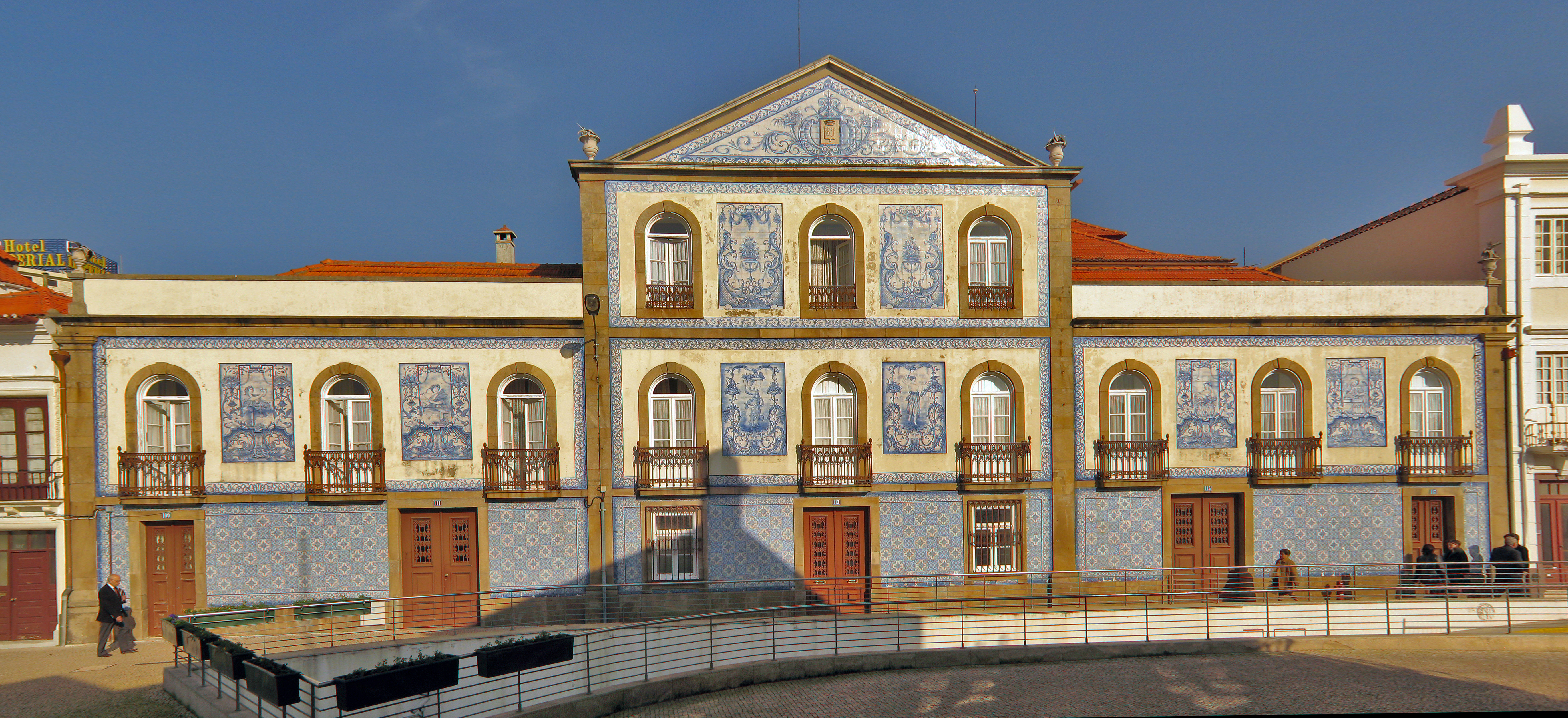
Azulejos na čelní stěně domu v Aveiru

Azulejos vznikly pravděpodobně v Persii, odkud je Arabové přinesli na Pyrenejský poloostrov. Centrem jejich výroby byla ve 12. a 13. století Andalusie a tam hlavně Granada. Ve 14. století se centrum jejich výroby přesunulo do Valencie. Dnes je to Portugalsko, kde od roku 1980 existuje muzeum azulejos (Museu Nacional do Azulejo, Lisabon).
Azulejos jsou typickým prvkem portugalské architektury. Najdeme je všude, nejen na kostelech a palácích, ale i na veřejných stavbách, nádražích, tržištích, prostých občanských domech, uvnitř i zvenčí. Kromě výtvarného prvku mají i praktický význam jako trvanlivý a praktický povrch zdí a v horkém klimatu upravují vnitřní teplotu v domě.
Zobrazovaná témata jsou náboženská, mytologická, historická, z praktického života, nebo jen ozdobná s obrazy krajin, ptáků rostlin, geometrickými vzory.

## Galerie

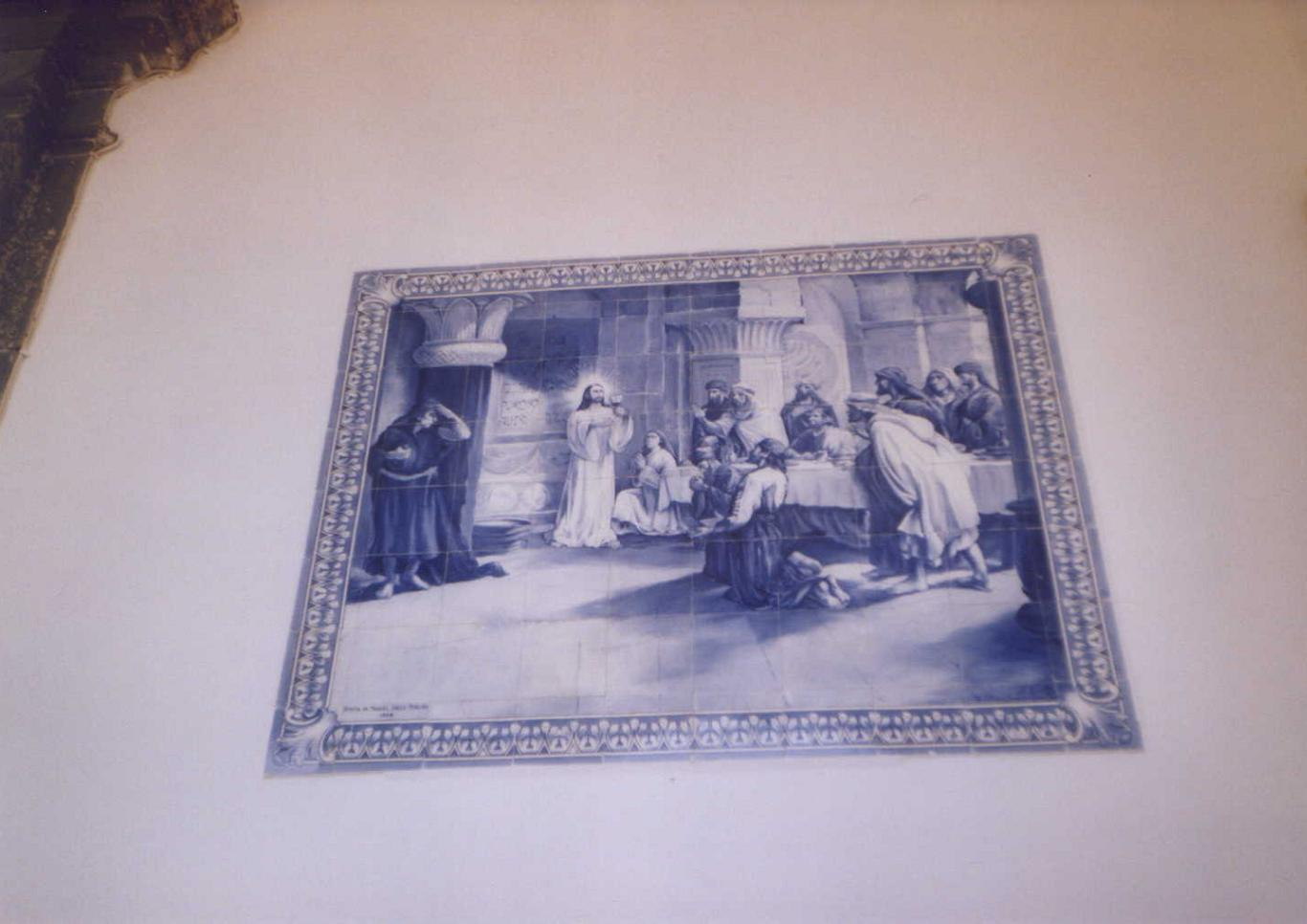
Azulejos z kostela na Monte.
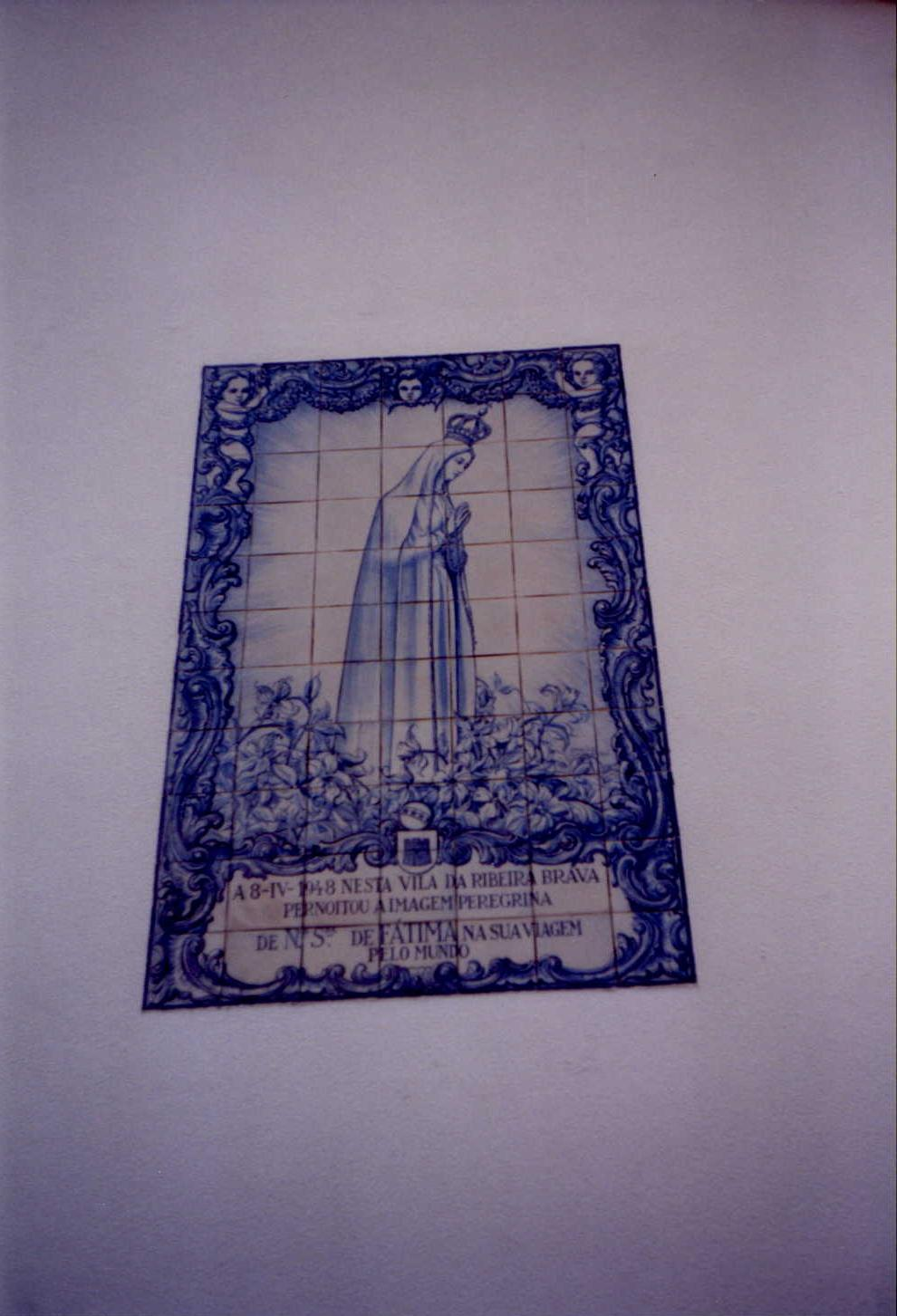
Azulejos z kostela v Ribeira Brava.
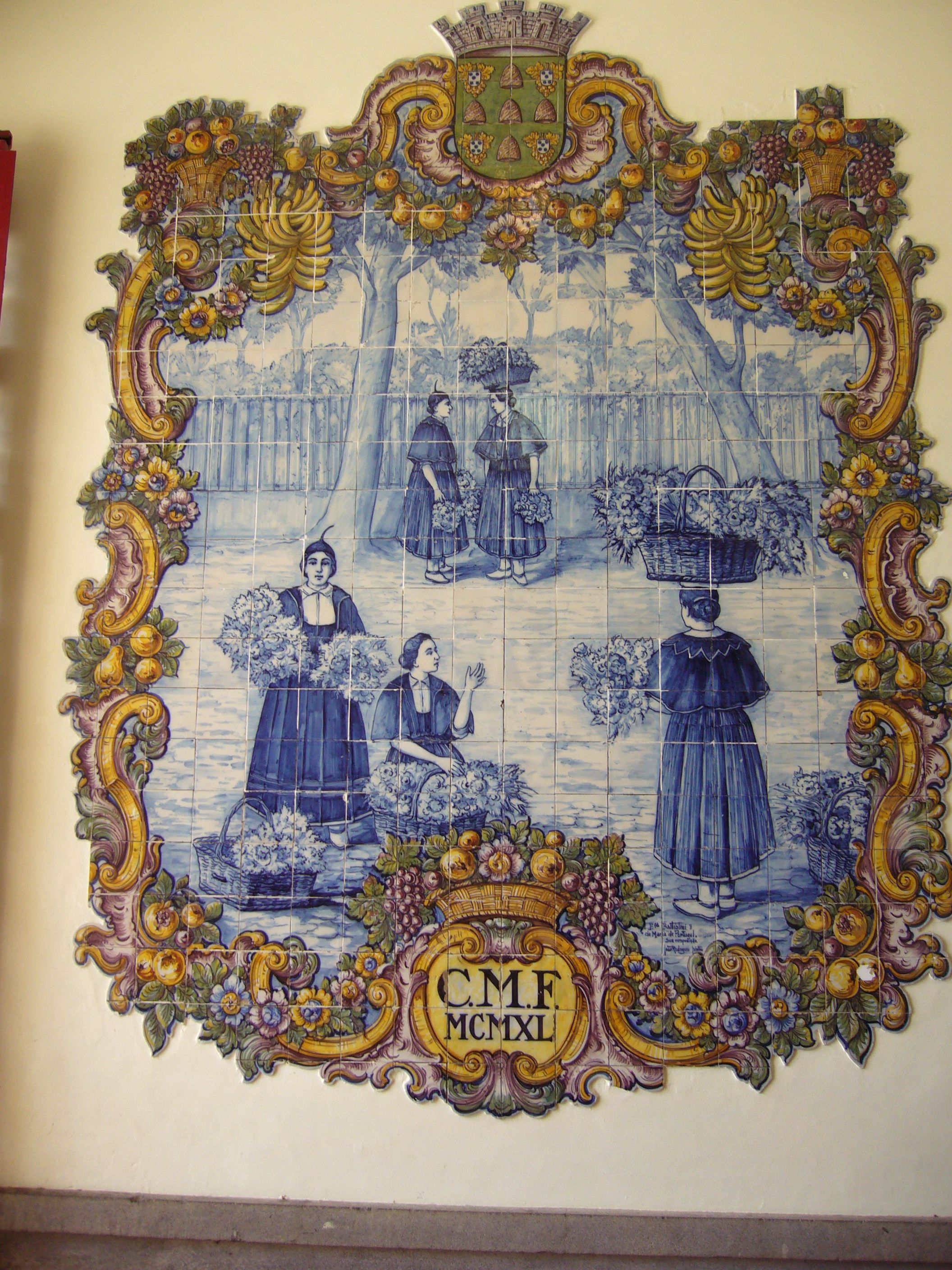
Azulejos ve vstupu do Funchalské tržnice.
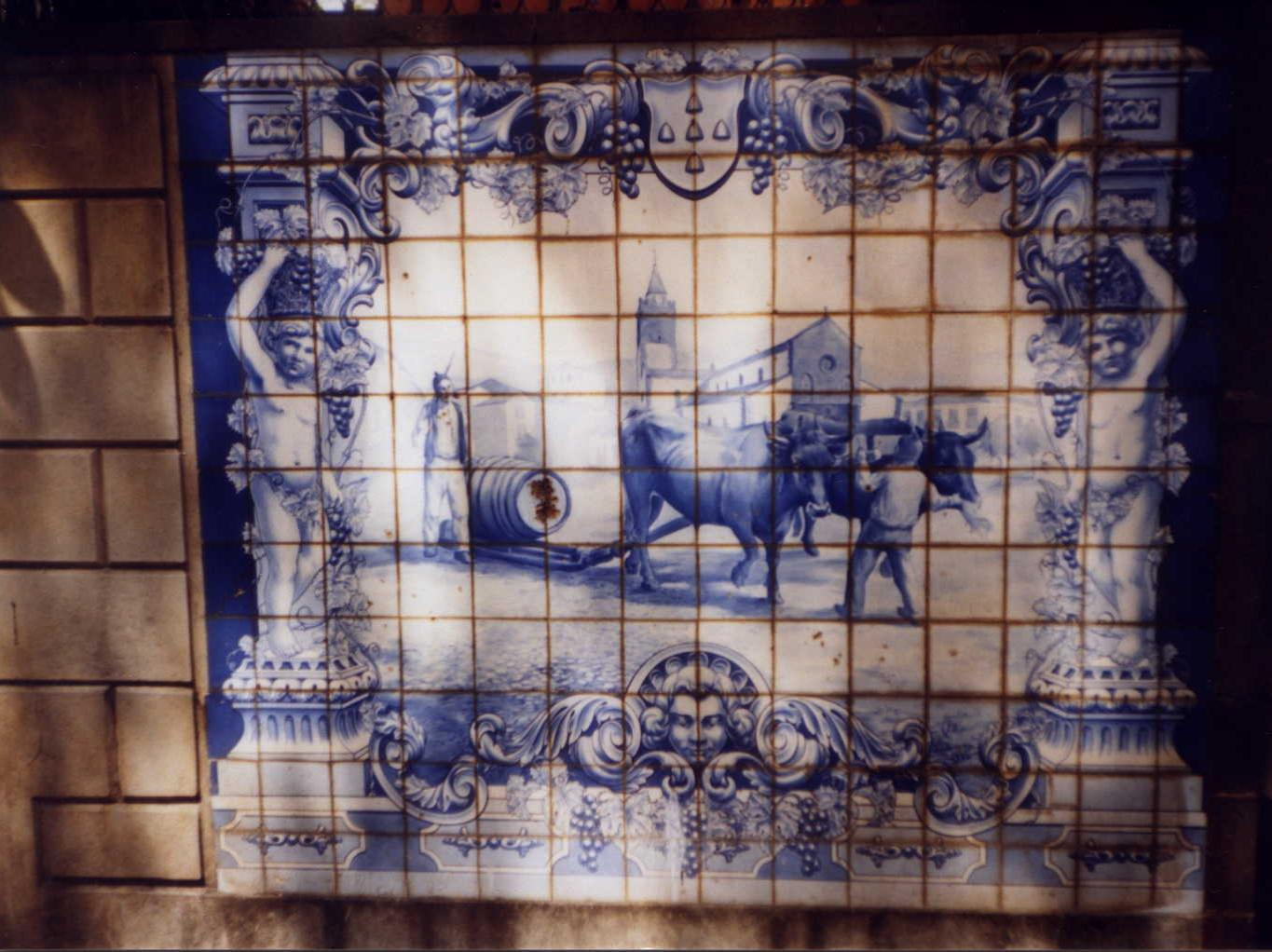
Azulejos na občanském domě ve Funchalu.
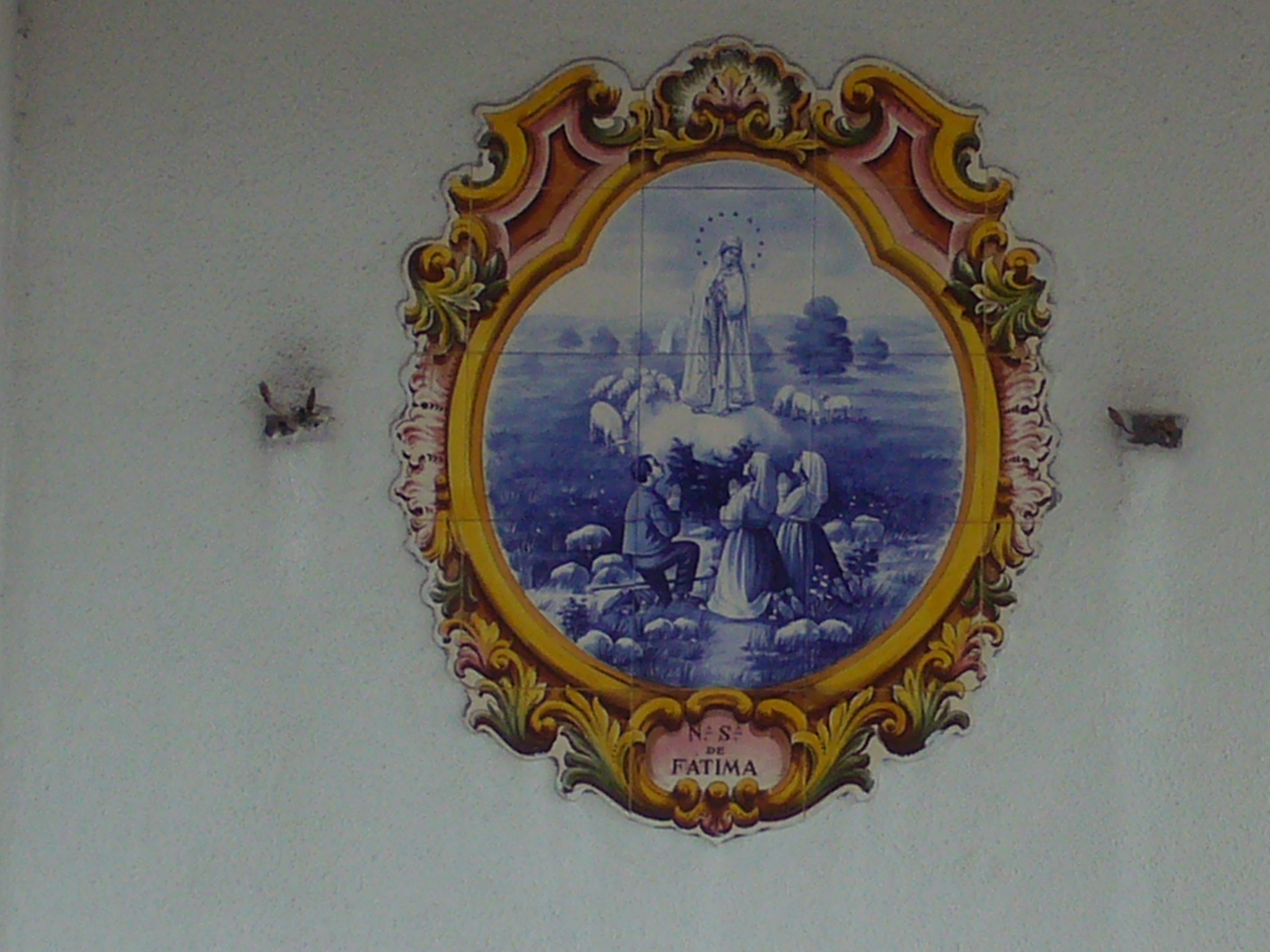
Nejčastější námět azulejos z občanských domů.
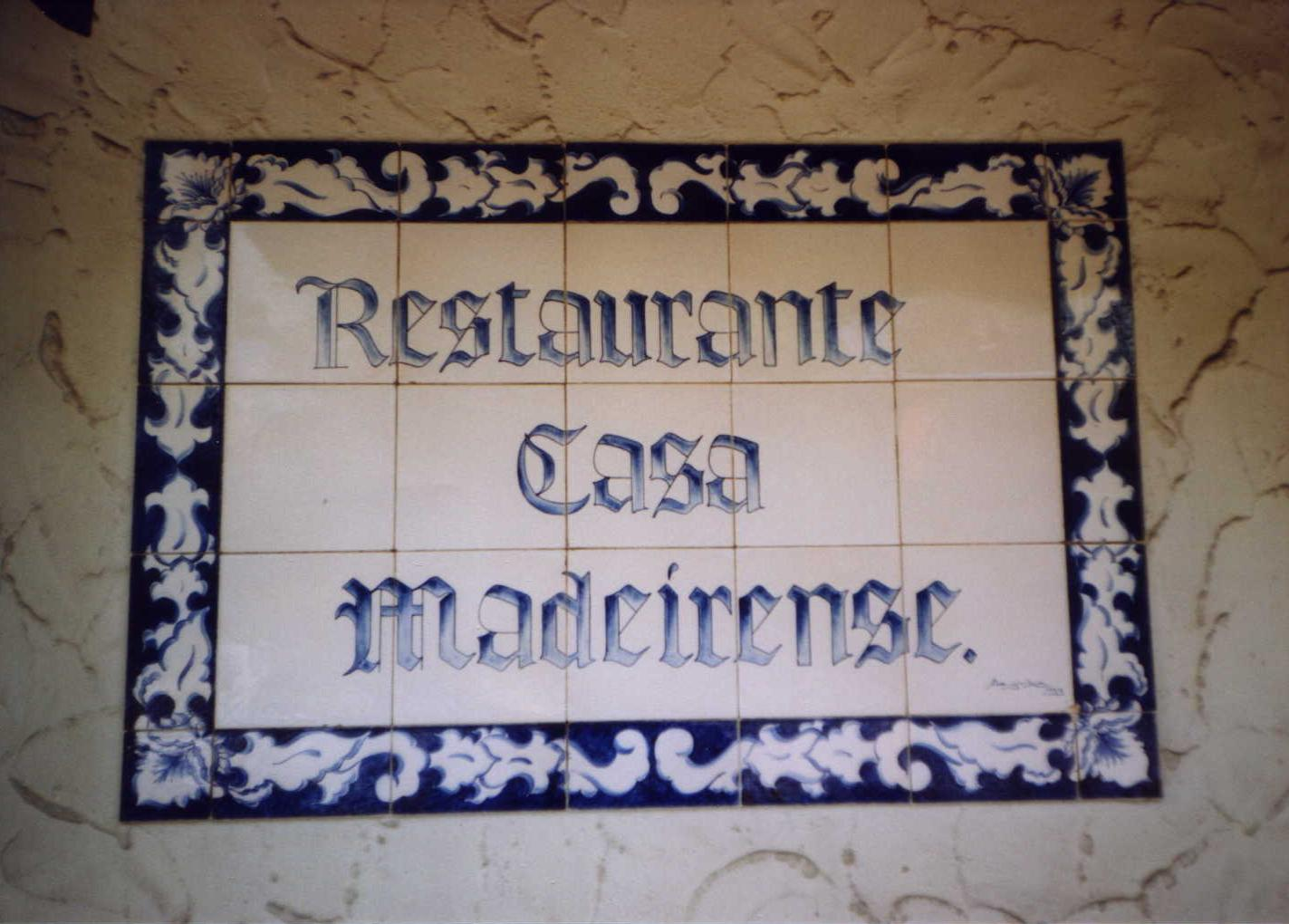
Azulejos na restauraci ve Funchalu.
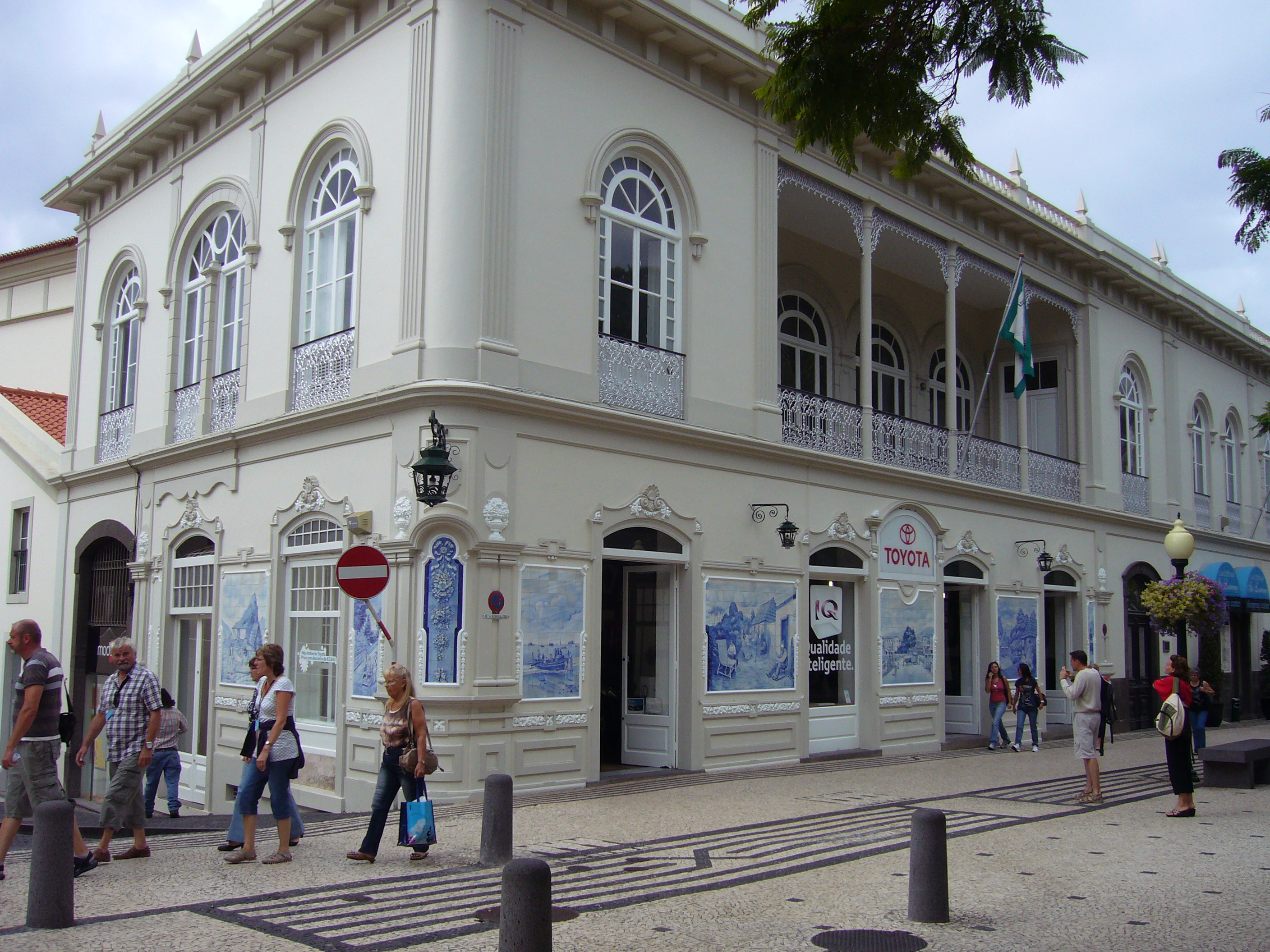
Hotel Ritz ve Funchalu ozdobený azulejos.